# 庫馬納國家公園
6°30′47″N 81°41′16″E / 6.51306°N 81.68778°E

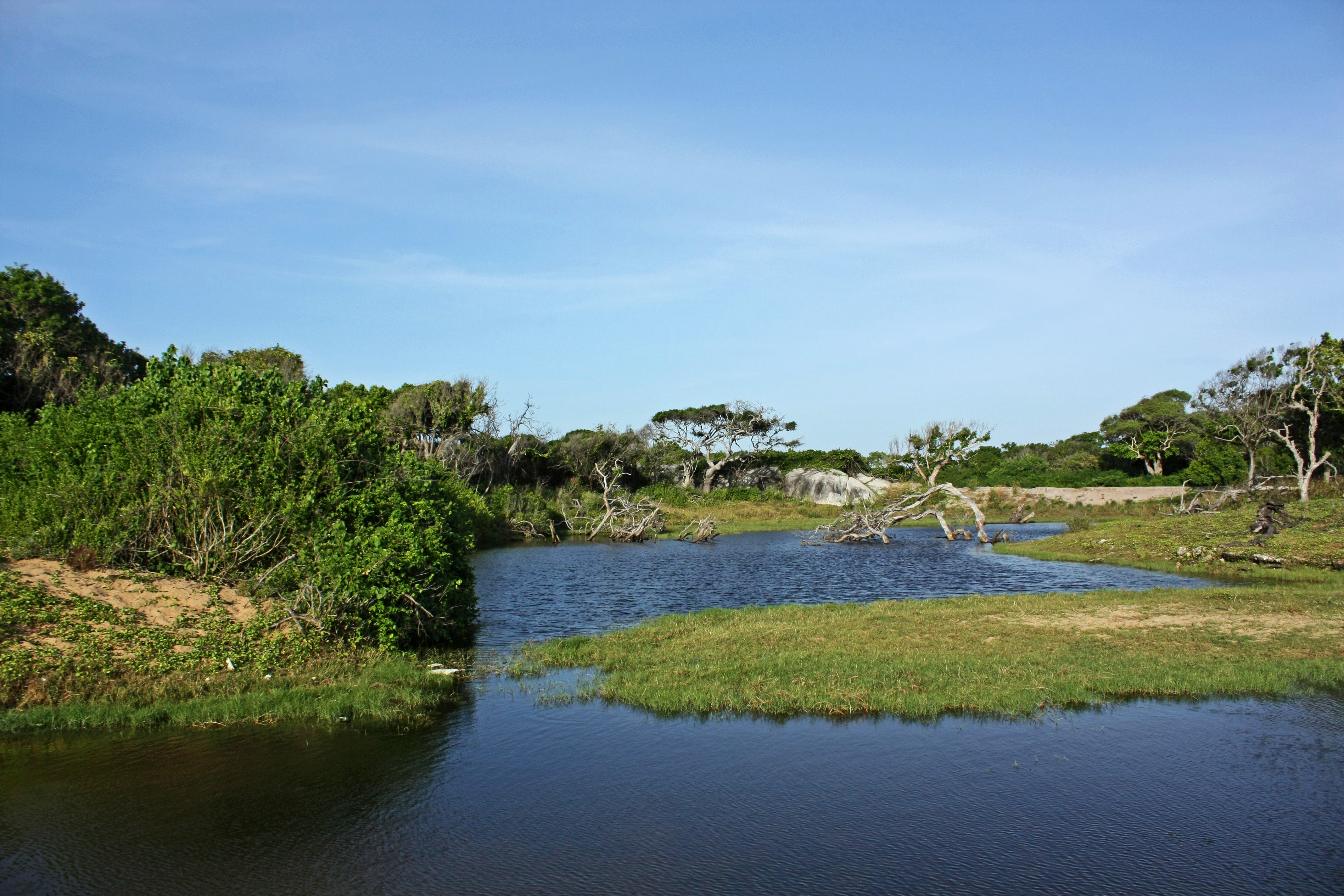

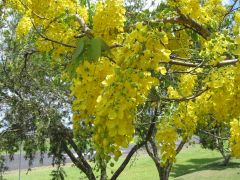

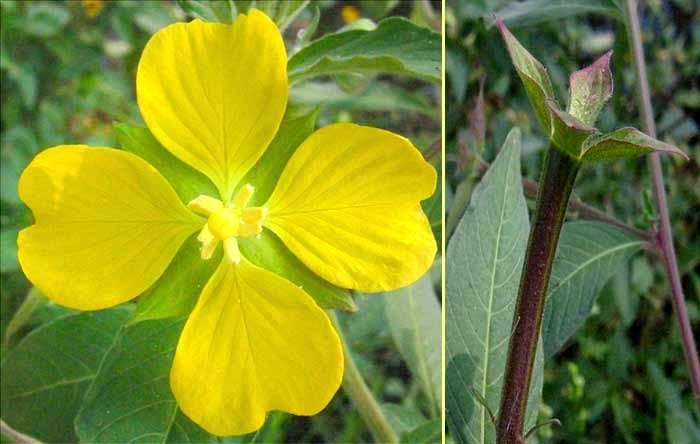

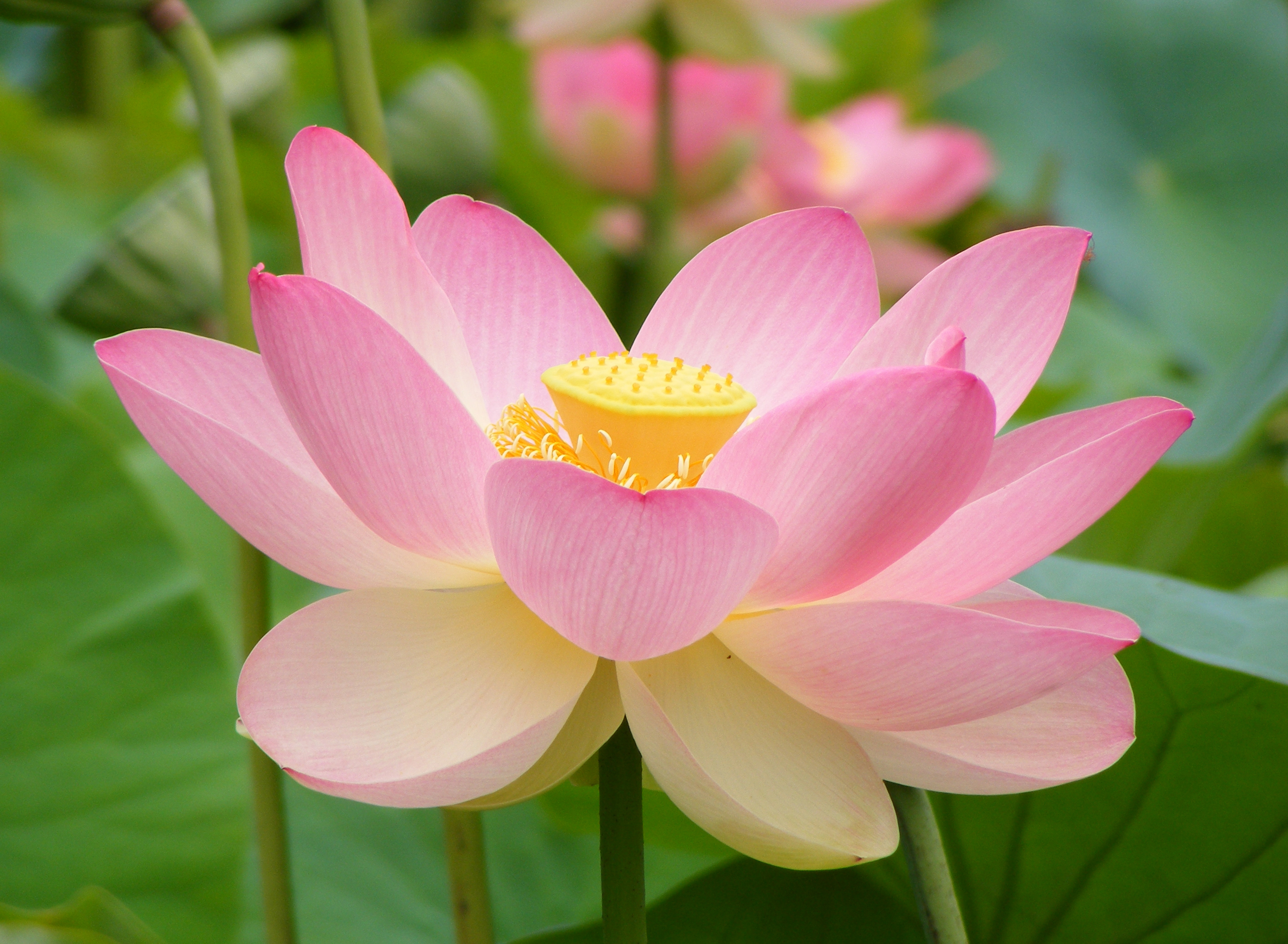

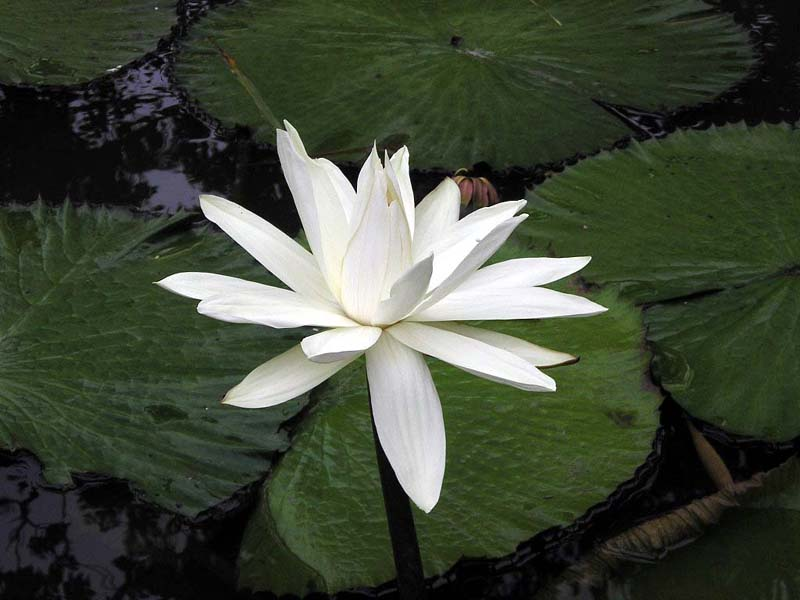

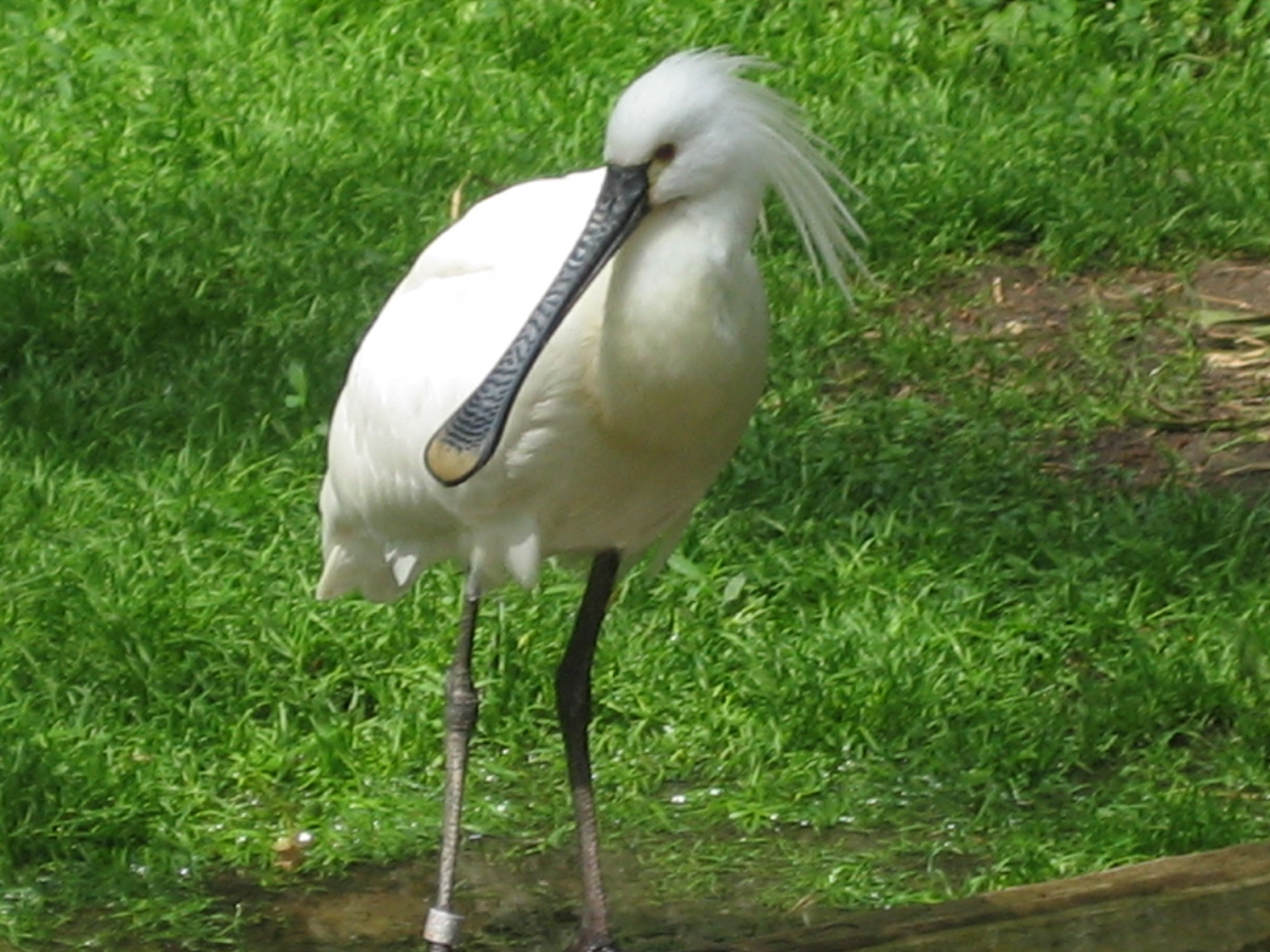

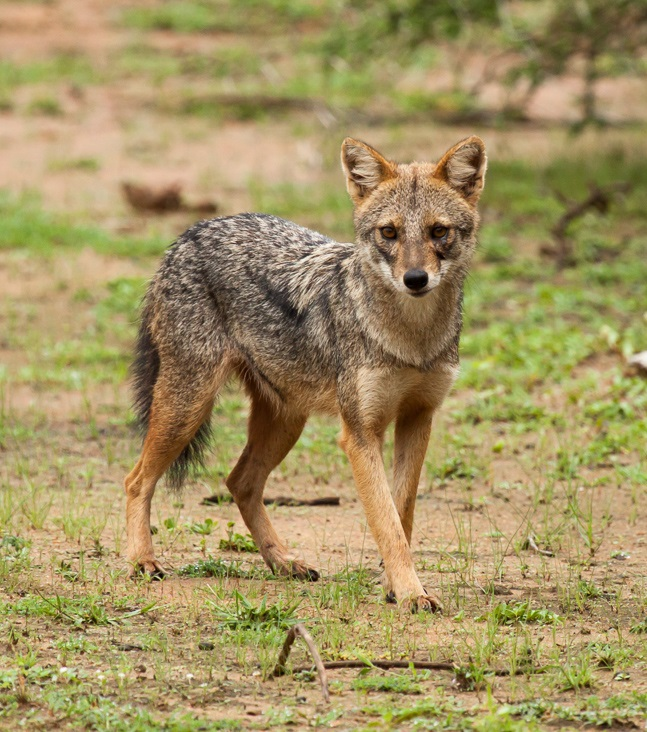

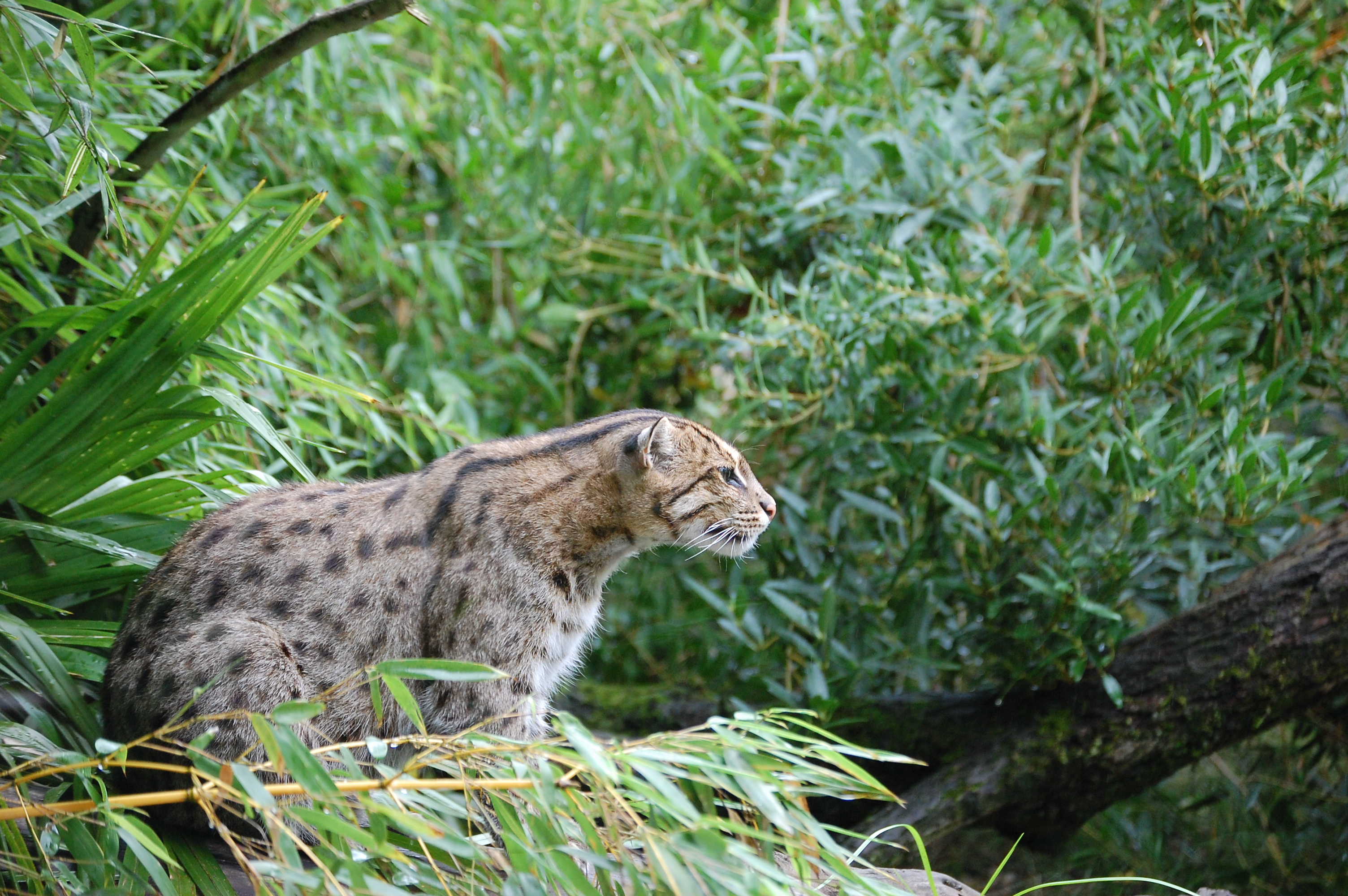

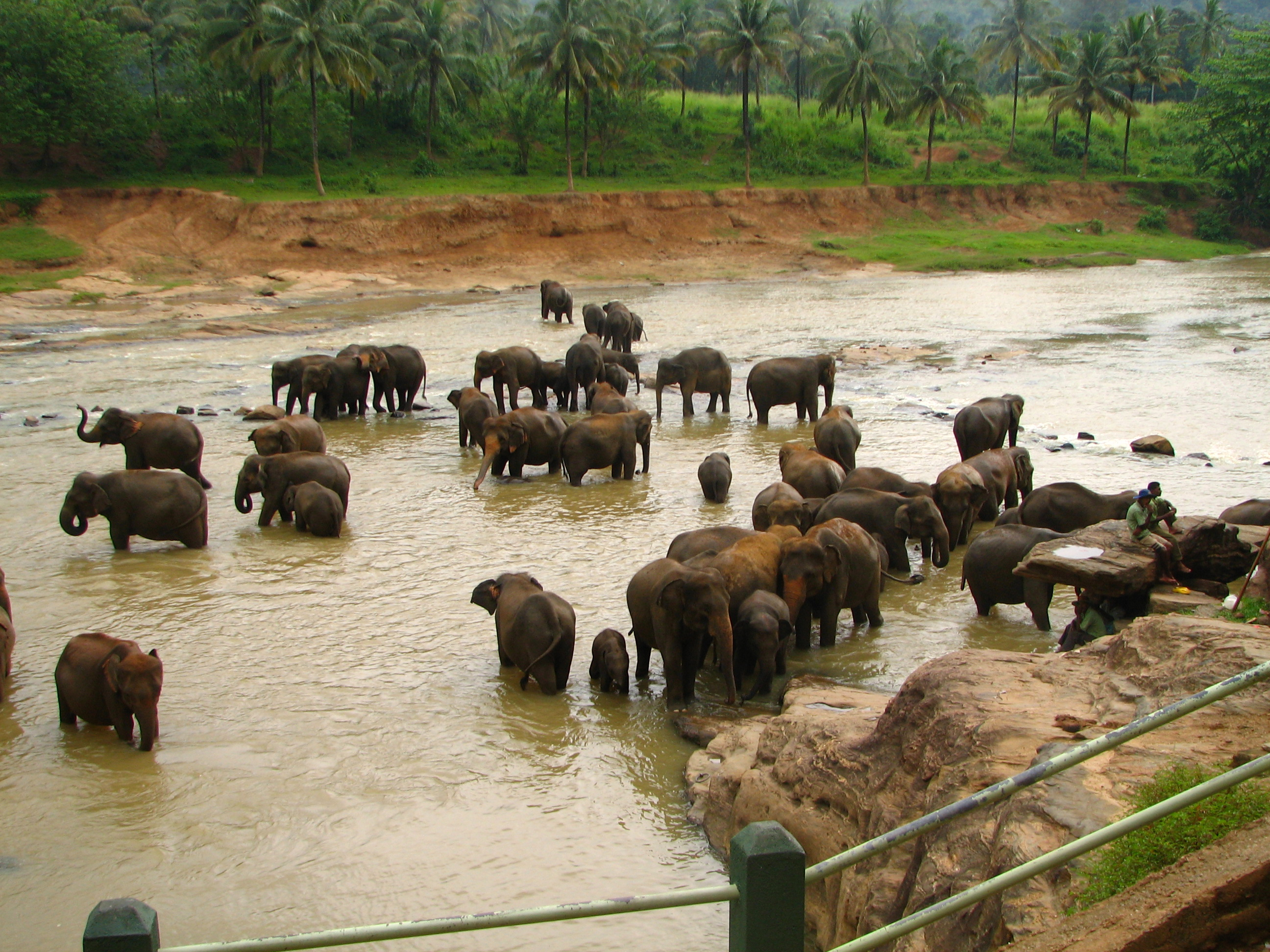

庫馬納國家公園是斯里蘭卡的國家公園，位於該國東南部，處於東部省，鄰近漢班托塔，成立於1970年1月20日，面積357平方公里，每年平均降雨量1,300毫米。